# Dixy Lee Ray
Dixy Lee Ray, nata Marguerite Ray (Tacoma, 3 settembre 1914 – Fox Island, 2 gennaio 1994), è stata una politica e biologa statunitense.

## Biografia
Seconda di cinque figlie, Marguerite Ray decide a dodici anni di cambiare il suo nome in "Dixy Lee". Intraprende gli studi scientifici e diventa un biologo marino.
Nel 1975 viene creata la posizione di Assistente del Segretario di Stato per gli Oceani e gli Affari Internazionali Scientifici e Ambientali e la Ray è la prima persona ad assumere l'incarico. Qualche mese dopo pero abbandona l'impiego per candidarsi a Governatore di Washington. Pur essendo una democratica, la Ray stupisce molto per alcune sue posizioni estremamente conservatrici.
La Ray è governatrice nel momento in cui il Monte Sant'Elena erutta dopo 123 anni di inattività. Dopo aver dichiarato lo stato di emergenza, la Ray visito le zone devastate. In seguito all'eruzione maggiore, il 18 maggio, lei e l'allora Presidente Jimmy Carter criticarono duramente le vittime dell'eruzione che si erano spinte nella "zona rossa" contro le raccomandazioni della governatrice. In realtà le vittime non avevano violato alcun ordine.
Nel 1980 la Ray si ricandidò, ma fu sconfitta nelle primarie. Dopo la fine della carriera politica tornò alla sua occupazione scientifica e scrisse alcuni libri sulla salvaguardia dell'ambiente.